# ЧАЗ-А074
ЧАЗ-А074 «Эталон»/БАЗ-А074 «Эталон» — украинский высокопольный автобус малой вместимости, выпускающийся на Бориспольском и Черниговском автозаводах с 2002 года. С сентября 2008 года получил название «Бархатец».

## История
Ещё в 2002 году председатель правления Черниговского автозавода Валерий Купцов сообщил о начале производства автобусов ЧАЗ-А074 на китайском шасси FAW. После испытаний в июне-июле 2002 года было налажено серийное производство. 
Вместимость 7-метрового автобуса составляет 41 место, 20 из которых — сидячие. За всю историю производства автобус оснащался дизельным 3-литровым двигателем FAW CA6D32-12 Евро-2.
Для работы на пригородных маршрутах существует модификация ЧАЗ А074.10 вместимостью 39 мест, 24 из которых — сидячие. Для удобства автобус оснащён двумя эвакуационными люками и раздвижными форточками окон. Для обогрева салона в автобусе установлен автономный дизельный отопитель. В отличие от других модификаций, автобус оборудован 4-литровым двигателем немецкого производства Deutz BF4М2012-12Е3 Евро-3.

## Модификации
- ЧАЗ-А074 «Бархатец» — базовая модель, городской автобус малого класса с двигателем FAW CA6D32-12 объёмом 3,2 л, мощностью 119 л. с.
- ЧАЗ-А074.01 «Бархатец» — школьный автобус на базе ЧАЗ-А074 с двигателем FAW CA6D32-12 объёмом 3,2 л, мощностью 119 л. с.
- ЧАЗ-А074.10 «Бархатец» — пригородный автобус малого класса на 24 сидячих места с двигателем Deutz BF4М2012-12Е3 объёмом 4,04 л (Евро-3), мощностью 90 л. с.[2]